# Kai Lentrodt
Kai Lentrodt (* 23. April 1969 in Hamburg) ist ein deutscher Schauspieler.

## Leben
Lentrodt wurde als drittes Kind eines Arztes und einer Krankengymnastin geboren. Er hat einen älteren Bruder und eine ältere Schwester und wuchs mit seiner Familie in Quickborn und Düsseldorf auf. Seine Ausbildung absolvierte er von 1992 bis 1995 unter der Leitung von Hildburg Frese am Hamburgischen Schauspielinstitut.
Erste Rollen spielte Lentrodt am Jungen Theater in der Altstadt (JuTA). Sein Bühnendebüt gab er 1989 unter der Regie von Reinhold Tritt, wo er in dessen Inszenierung von Morton Rhues Roman Die Welle bis 1991 in mehreren Aufführungen die Hauptrolle des Schülers Marco spielte. 1990 war er zudem ebenfalls unter Tritt in der Bühnenadaption von Thornton Wilders Stück Wir sind noch einmal davongekommen in der Rolle des Autors Th. Wilder zu sehen. In der Spielzeit 1992/93 war er in dem Musical Once Upon a Mattress, einer Inszenierung von Bernd Plöger, als Sir Henry zu sehen. Im Musik- und Tanztheater „Theater der Klänge“ hatte er 1992 in Arnold Weskers Stück Die Küche die Rolle des Sauciers inne. Daneben gastierte er 1999 am „Theater Kohlenpott“ in Herne, wo er als Jakob von Gunten in dem Bühnenstück Warum bin ich so seltsam glücklich? spielte.
Nach ersten Gastrollen in den Fernsehserien Evelyn Hamanns Geschichten aus dem Leben, Alles außer Mord und Freunde fürs Leben bekam er 1996 als Hobbyruderer Robby Lagermann in der Sat.1-Serie Ein flotter Dreier seine erste Hauptrolle vor der Fernsehkamera. In der TV-Serie Berlin, Berlin verkörperte er von 2002 bis 2004 in den ersten drei Staffeln die Rolle Harald Sommer. In mehreren Staffeln der Comedy-Serie Ladykracher hatte er ab 2002 eine Hauptrolle an der Seite von Anke Engelke. In der Fernsehreihe Der Schwarzwaldhof war er von 2009 bis 2012 Dr. Philip Kern, der neue, junge Hausarzt der Hotelier-Familie.
In dem ZDF-Film München 72 – Das Attentat anlässlich des 40. Jahrestags des Münchner Olympia-Attentats von 1972 verkörperte er den Münsteraner Psychologen Georg Sieber. An der Seite von Mariele Millowitsch spielte er in der Tragikomödie Idiotentest (2012) den Fahrlehrer Marius Bender. Neben Felix Klare war er in dem Fernsehfilm Ich will (k)ein Kind von Dir (2016) als dessen Praxispartner und junger Vater Kai zu sehen.
In der ZDF-Reihe Ein starkes Team spielte er ab 2005 den Kriminaloberkommissar Benedikt Kolberg. Im März 2017 war er in der Folge Treibjagd das letzte Mal im Einsatz. Sein Nachfolger im Ermittlerteam wurde Matthi Faust  als Oberkommissar Sebastian Klöckner. Im Mai 2022 kehrte er in der Folge Die letzte Reise ins starke Team zurück und stirbt in der Folge den Serientod. In der 7. Staffel der ZDF-Serie Letzte Spur Berlin (2018) übernahm Lentrodt eine der Episodenhauptrollen als tatverdächtiger Sous-Chef eines verschwundenen Sternekochs. Außerdem hatte er mehrere Rollen in verschiedenen „SOKO“-Formaten des ZDF. 
Im Musikvideo zu Niemand wie ihr von Feine Sahne Fischfilet hatte Lentrodt 2017 einen Auftritt.
Auf der Theaterbühne teilt Lentrodt sich in der Karaoke-Komödie Machos auf Eis seit der Uraufführung 2011 die Rolle des Immobilienmaklers Oliver mit Mathias Schlung. Bis 2019 spielte er die Rolle in mehreren Aufführungen an der Comödie Dresden. An der Komödie am Kurfürstendamm stand er in der Spielzeit 2016/17 mit Tobias Licht in Tom Sommerlattes Theater-Uraufführung Im Sommer wohnt er unten nach dem gleichnamigen Film auf der Bühne.
Kai Lentrodt lebt in Berlin.

## Theater (Auswahl)
- 1989–1991: Die Welle (Regie: Reinhold Tritt, Junges Theater in der Altstadt)
- 1990: Wir sind noch einmal davongekommen (Regie: Reinhold Tritt, Junges Theater in der Altstadt)
- 1991: Equus (Regie: Ernest Martin, Junges Theater in der Altstadt)
- 1992: Die Küche (Regie: Jörg Lensing, Theater der Klänge Düsseldorf)
- 1992–1993: Once Upon a Mattress (Regie: Bernd Plöger, Junges Theater in der Altstadt)
- 1995: Fegefeuer in Ingolstadt (Regie: Titus Georgi, Zeisehallen Hamburg)
- 1999: Warum bin ich so seltsam glücklich? (Regie: Frank Hörner, Theater Kohlenpott Herne)
- 2006: 5x2 (Regie: Nils-Daniel Finckh, Theaterfabrik Hamburg)
- 2011–2019: Machos auf Eis (Regie: Dominik Paetzholdt, Comödie Dresden)
- 2017: Im Sommer wohnt er unten (Regie: Martin Woelffer, Theater am Kurfürstendamm)

## Filmografie (Auswahl)
- 1993: Evelyn Hamanns Geschichten aus dem Leben (Fernsehserie, 2 Folgen)
- 1994: Alles außer Mord: Wer Gewalt sät (Fernsehreihe)
- 1994: Freunde fürs Leben (Fernsehserie, Folge Torschlusspanik)
- 1996: Ein flotter Dreier (Fernsehserie, 2 Folgen)
- 1996: Zwei Leben hat die Liebe (Fernsehfilm)
- 1998: Lisa Falk – Eine Frau für alle Fälle (Fernsehserie, 5 Folgen)
- 2000: Ich kaufe mir einen Mann (Fernsehfilm)
- 2000–2002: Die Nesthocker – Familie zu verschenken (Fernsehserie, 24 Folgen)
- 2002: Tödliches Vertrauen (Fernsehfilm)
- 2002–2004: Berlin, Berlin (Fernsehserie. 13 Folgen)
- 2002–2012: Ladykracher (Fernsehserie, 55 Folgen)
- 2003: Crazy Race (Fernsehfilm)
- 2004: Im Namen des Gesetzes (Fernsehserie, Folge Verhör ohne Gnade)
- 2004: Mia (Kurzfilm)
- 2004: Ein Baby für dich (Fernsehfilm)
- 2005: Tausche Kind gegen Karriere (Fernsehfilm)
- 2005: Die Braut von der Tankstelle (Fernsehfilm)
- 2005–2007: LiebesLeben (Fernsehserie, 13 Folgen)
- 2005–2017: Ein starkes Team (Fernsehreihe) → siehe Besetzung
- 2006: Zwei Engel für Amor (Fernsehserie, 16 Folgen)
- 2006: Hunde haben kurze Beine (Fernsehfilm)
- 2007: Die ProSieben Märchenstunde (Fernsehserie, Folge König Drosselbart – Der Schöne und das Biest)
- 2007: Keinohrhasen
- 2008: Kreuzfahrt ins Glück: Hochzeitsreise nach Hawaii (Fernsehreihe)
- 2008: Mama arbeitet wieder
- 2008–2016: Notruf Hafenkante (Fernsehserie, verschiedene Rollen, 3 Folgen)
- 2009: Geld.Macht.Liebe (Fernsehserie, 19 Folgen)
- 2009–2012: Der Schwarzwaldhof (Fernsehserie, 5 Folgen)
- 2011: Lindburgs Fall (Fernsehfilm)
- 2011: Bermuda-Dreieck Nordsee (Fernsehfilm)
- 2011, 2018: SOKO Stuttgart (Fernsehserie, verschiedene Rollen, 2 Folgen)
- 2012: München 72 – Das Attentat (Fernsehfilm)
- 2012: Idiotentest (Fernsehfilm)
- 2012: Heiter bis tödlich: Hauptstadtrevier (Fernsehserie, Folge Herzlos)
- 2012, 2018: SOKO Köln (Fernsehserie, verschiedene Rollen, 2 Folgen)
- 2013: SOKO Leipzig (Fernsehserie, Folge Der Klotz)
- 2015: Ellerbeck (Fernsehserie, 6 Folgen)
- 2016: Hubert ohne Staller (Fernsehserie, Folge Waschen, schneiden, umlegen)
- 2016: Nellys Abenteuer
- 2016: Ich will (k)ein Kind von Dir (Fernsehfilm)
- 2017: Ein Fall für zwei (Fernsehserie, Folge Der Abschiedsbrief)
- 2018: Der Staatsanwalt (Fernsehserie, Folge Vollstreckt)
- 2018: Der Alte (Fernsehserie, Folge 415 Fürs Kind allein)
- 2018: Letzte Spur Berlin (Fernsehserie, Folge Küchenschlacht)
- 2019: Heldt (Fernsehserie, Folge Ausgetrickst)
- 2020: Berlin, Berlin – Der Film (Spielfilm, Netflix)
- 2020: Susi (Fernsehserie, Folge Der Marker)
- 2021: Praxis mit Meerblick – Vatertag auf Rügen (Fernsehreihe)
- 2021: SOKO Potsdam (Fernsehserie, Folge Küsse in St.Tropez)
- 2022: Bettys Diagnose (Fernsehserie, Folge Zusammenhalt)
- 2022: Ein starkes Team: Die letzte Reise (Fernsehreihe)
- 2022: Lehrer kann jeder! (Fernsehfilm)
- 2022: Zurück aufs Eis (Fernsehfilm)
- 2023: Klima retten für Anfänger (Fernsehfilm)
- 2023: SOKO Wismar (Fernsehserie, Folge In Teufels Küche)
- 2023: Familie Bundschuh – Bundschuh vs. Bundschuh
- 2023: Die Drei von der Müllabfuhr – Arbeit am Limit (Fernsehreihe)
- 2024: Das Traumschiff: Argentinien (Fernsehreihe)